# Minzy
Гон Мінчжі (кор. 공민지, нар. 18 січня 1994), відома як Мінзі — південнокорейська співачка та реперка. Колишня учасниця К-рор гурту 2NE1.

## Раннє життя
Народилася в Сеулі, Південна Корея, 18 січня 1994 року. Онука народного танцюриста Гонга Окджина. Малою переїхала в Ґванджу з сім'єю, але потім мати повернула Мінзі та її брата до Сеула, щоб працювати з батьком Мінзі. Вона брала участь у багатьох танцювальних конкурсах, вигравши різні нагороди. Її відео на танцювальному змаганні в Ґванджу було завантажено в Інтернет і стало популярним. Потім це відео було завантажено на головну сторінку YG, після чого генеральний директор Ян Хюнсук зв'язався з нею та завербував її, щоб приєднати до агентства, коли вона була лише у шостому класі.

## Кар'єра

### 2009—2016: 2NE1
YG Entertainment заявляв на початку 2009 року, що дебютує нову чотирикласну групу, яка тренувалася чотири роки, і що їх дебютний альбом буде містити пісні, створені лідером 1TYM Тедді Пак та G-Dragon з Big Bang. Ім'я групи спочатку було оголошено як «21»; проте через відкриття співака з однойменною назвою гурт було перейменовано на «2NE1», а «NE» — це абревіатура «New Evolution». Мінзі була в 2NE1 як головна танцюристка, поряд з Бом, Сандарою та CL. Свій перший сингл «Fire» гурт випустив у травні 2009 року, а Мінзі була наймолодшою учасницею. Їй було лише 15 років.
Мінзі офіційно покинула гурт і агентство YG Entertainment 5 квітня 2016 року. Через це вона не брала участі в останній пісні 2NE1, «Goodbye», випущеній 21 січня 2017 року.

### 2016: Соло-кар'єра
У травні 2016 року Мінзі підписала з допоміжним лейблем CJ E&M Music Works. Було виявлено, що Мінзі тоді готувалася до свого сольного альбому та була зацікавлена у випробуванні різних типів музики і не хоче обмежуватися лише одним конкретним жанром. У музичному твірі заявила: "Ми орієнтуємося на створення першого сольного альбому, який може відобразити весь талант та потенціал Гонга Мінзі. Ми продовжимо підготовку, не переслідуючи час ".
17 січня 2017 року представник від KBS виявив, що Мінзі була підтвердженим членом другого сезону «Сестринської шлемової данки» разом з Кімом Соком, Хонг Джин-Кюном, Кан Йе-Вином, Хан Ча-молодшим, Хонг Джин-молодшим та Йон Сомі. Перший ефір шоу відбувся 10 лютого, де Мінзі була призначена головною співачкою, головною танцюристкою, викладачем танцю та хореографом другого покоління Unnies, легендарним продюсером і композитором Кімом Хен Суком (наставником JYP), і була проголосована як керівник групи в третьому епізоді. Вона також кваліфікована як викладач репу в команді, але через її велике навантаження, роль дісталася новонародженому KillaGramz, що з'явивсяв на світ в Лос-Анджелесі. В епізоді 12 вона була названа директором репу, оскільки Кім Хен Сук не має реп-знань, а Гон Джин-Янг був названий єдиним репером групи, репер-лірик Jeon Somi — «Так?». У березні 2017 року Мінзі випустила свій перший сольний сингл «I Wanted To Love» як саундтрек драми MBC The Rebel. 17 квітня 2017 року Мінзі випустила свій сольний дебютний мініальбом, Minzy Work 01. «Uno», поряд із титульним треком «Ninano». 1 грудня 2018 року Мінзі випустила свій перший сольний сингл з англійської мови «All of You Say».
17 квітня 2020 року Мінзі покинула Music Works.
24 травня 2020 року Мінзі випустила свій сингл «Lovely», який вперше вийшов як незалежний.

## Дискографія

### Мініальбоми
| Назва                | Деталі альбому                                                                                  | Пікові позиції у чартах | Пікові позиції у чартах | Пікові позиції у чартах | Пікові позиції у чартах | Продажі                 |
| Назва                | Деталі альбому                                                                                  | KOR Gaon                | NZ Heat                 | US Heat                 | US World                | Продажі                 |
| -------------------- | ----------------------------------------------------------------------------------------------- | ----------------------- | ----------------------- | ----------------------- | ----------------------- | ----------------------- |
| Minzy Work 01: «Uno» | - Реліз: 17 квітня 2017 - Лейбл: The Music Works, Sony Music - Формат: CD, цифрове завантаження | 10                      | 10                      | 21                      | 2                       | - Південна Корея: 3,347 |

### Сингли
| Назва                                                                        | Рік       | Пікові позиції у чартах | Пікові позиції у чартах | Продажі                  | Альбом               |
| Назва                                                                        | Рік       | KOR Gaon                | US World                | Продажі                  | Альбом               |
| Корейські                                                                    | Корейські | Корейські               | Корейські               | Корейські                | Корейські            |
| ---------------------------------------------------------------------------- | --------- | ----------------------- | ----------------------- | ------------------------ | -------------------- |
| «Please Don't Go» (з CL)                                                     | 2009      | 30                      | —                       | Н/Д                      | To Anyone            |
| «Ninano» (니나노) (з Flowsik)                                                | 2017      | 44                      | 18                      | - Південна Корея: 38,531 | Minzy Work 01: Uno   |
| «Lovely»                                                                     | 2020      | —                       | —                       | Н/Д                      | Сингли поза альбомом |
| «Teamo»                                                                      | 2021      | —                       | 6                       | Н/Д                      | Сингли поза альбомом |
| «Fantabulous» (기깔나)                                                       | 2021      | —                       | —                       | Н/Д                      | Сингли поза альбомом |
| Англійські                                                                   |           |                         |                         |                          |                      |
| «All of You Say»                                                             | 2018      | —                       | —                       | Н/Д                      | Сингл без альбому    |
| «—» denotes releases that did not chart or were not released in that region. |           |                         |                         |                          |                      |

### Саундтреки
| Назва                                          | Рік  | Альбом                                                 |
| ---------------------------------------------- | ---- | ------------------------------------------------------ |
| «I Wanted to Love»                             | 2017 | The Rebel                                              |
| «I Miss You» (кор. 보고 싶다) (з Sohyang)      | 2017 | The King of Mask Singer Episode 105                    |
| «Sick and Sick Name…» (кор. 아프고 아픈 이름…) | 2017 | The King of Mask Singer Episode 105                    |
| «Walking» (кор. 걸어가)                        | 2018 | Partners for Justice                                   |
| «My Everything»                                | 2021 | The Playlist                                           |
| «As I Told You» (with Taeil)                   | 2021 | Watcha Original <Double Trouble> Episode.1 Black Swan  |
| «Must Have Love» (with Inseong)                | 2022 | Watcha Original <Double Trouble> Episode.2 Crown       |
| «Energetic» (with Inseong)                     | 2022 | Watcha Original <Double Trouble> Episode.3 Sporty      |
| «When We Disco» (with Jang Hyun-seung)         | 2022 | Watcha Original <Double Trouble> Episode.4 Legend Duet |
| «Me Gustas Tu» (with Taeil)                    | 2022 | Watcha Original <Double Trouble> Episode.5 History     |

## Фільмографія

### Телевізійні шоу
| Рік      | Назва                | Мережа | Примітки                                                        |
| -------- | -------------------- | ------ | --------------------------------------------------------------- |
| 2017 рік | Сестра Слєма Данк    | KBS    | У ролях                                                         |
| 2017 рік | Король маска співака | MBC    | Учасник конкурсу як «Дівчинка з листям перілла з багатим тоном» |

## Нотатки
1. ↑  "Lovely (Filipino Version)" was released as a digital single on November 20, 2020.[22]
2. ↑  "Lovely" didn't enter the Gaon Digital Chart, but peaked at number 71 on the component BGM chart.[23]
3. ↑  «Teamo» didn't enter the Gaon Digital Chart, but peaked at number 55 on the component Download chart[24].
4. ↑  Сингл «Fantabulous»не потрапив у Gaon Digital Chart, але посів 181 у Download chart[25].